# Wereldkampioenschappen judo 1999
De wereldkampioenschappen judo 1999 waren de 21ste editie van de wereldkampioenschappen judo en werden gehouden in de  Britse stad Birmingham, van donderdag 7 oktober tot en met zondag 10 oktober 1999.

## Medailleoverzicht

### Mannen
| Gewichtsklasse | Goud               | Zilver           | Brons                |
| -------------- | ------------------ | ---------------- | -------------------- |
| – 60 kg        | Manolo Poulot      | Kazuhiko Tokuno  | Natig Bahirov        |
| – 60 kg        | Manolo Poulot      | Kazuhiko Tokuno  | Nestor Khergiani     |
| – 66 kg        | Larbi Benboudaoud  | Hüseyin Özkan    | Patrick van Kalken   |
| – 66 kg        | Larbi Benboudaoud  | Hüseyin Özkan    | Yordanis Arencibia   |
| – 73 kg        | Jimmy Pedro        | Vitaliy Makarov  | Sebastian Pereira    |
| – 73 kg        | Jimmy Pedro        | Vitaliy Makarov  | Georgi Revazichvili  |
| – 81 kg        | Graeme Randall     | Farkhod Turaev   | Kwak Ok-Choi         |
| – 81 kg        | Graeme Randall     | Farkhod Turaev   | Cho In-Chul          |
| – 90 kg        | Hidehiko Yoshida   | Victor Florescu  | Yoo Sung-Yeon        |
| – 90 kg        | Hidehiko Yoshida   | Victor Florescu  | Adrian Croitoru      |
| – 100 kg       | Kosei Inoue        | Jang Sung-Ho     | Alexandre Mikhaylin  |
| – 100 kg       | Kosei Inoue        | Jang Sung-Ho     | Nicolas Gill         |
| + 100 kg       | Shinichi Shinohara | Indrek Pertelson | Pan Song             |
| + 100 kg       | Shinichi Shinohara | Indrek Pertelson | Selim Tataroğlu      |
| Open klasse    | Shinichi Shinohara | Selim Tataroğlu  | Dennis van der Geest |
| Open klasse    | Shinichi Shinohara | Selim Tataroğlu  | Harry Van Barneveld  |

### Vrouwen
| Gewichtsklasse | Goud             | Zilver            | Brons                |
| -------------- | ---------------- | ----------------- | -------------------- |
| – 48 kg        | Ryoko Tamura     | Amarilis Savón    | Sarah Nichilo-Rosso  |
| – 48 kg        | Ryoko Tamura     | Amarilis Savón    | Anna Maria Gradante  |
| – 52 kg        | Noriko Narazaki  | Legna Verdecia    | Kye Sun-hui          |
| – 52 kg        | Noriko Narazaki  | Legna Verdecia    | Marie-Claire Restoux |
| – 57 kg        | Driulis González | Isabel Fernández  | Jessica Gal          |
| – 57 kg        | Driulis González | Isabel Fernández  | Michaela Vernerová   |
| – 63 kg        | Keiko Maeda      | Gella Vandecaveye | Sara Álvarez         |
| – 63 kg        | Keiko Maeda      | Gella Vandecaveye | Karen Roberts        |
| – 70 kg        | Sibelis Veranes  | Ulla Werbrouck    | Kate Howey           |
| – 70 kg        | Sibelis Veranes  | Ulla Werbrouck    | Ylenia Scapin        |
| – 78 kg        | Noriko Anno      | Yin Yufeng        | Céline Lebrun        |
| – 78 kg        | Noriko Anno      | Yin Yufeng        | Diadenis Luna        |
| + 78 kg        | Beata Maksymow   | Yuan Hua          | Miho Ninomiya        |
| + 78 kg        | Beata Maksymow   | Yuan Hua          | Karina Bryant        |
| Open klasse    | Daima Beltrán    | Miho Ninomiya     | Tsvetana Bozilova    |
| Open klasse    | Daima Beltrán    | Miho Ninomiya     | Choi Sook-Ie         |

## Medaillespiegel
| Plaats | Land                | Goud | Zilver | Brons | Totaal |
| 1      | Japan               | 8    | 2      | 1     | 11     |
| 2      | Cuba                | 4    | 2      | 2     | 8      |
| 3      | Frankrijk           | 1    | 0      | 3     | 4      |
| 3      | Verenigd Koninkrijk | 1    | 0      | 3     | 4      |
| 5      | Verenigde Staten    | 1    | 0      | 0     | 1      |
| 5      | Polen               | 1    | 0      | 0     | 1      |
| 7      | België              | 0    | 2      | 1     | 3      |
| 7      | Turkije             | 0    | 2      | 1     | 3      |
| 7      | China               | 0    | 2      | 1     | 3      |
| 10     | Zuid-Korea          | 0    | 1      | 3     | 4      |
| 11     | Spanje              | 0    | 1      | 1     | 2      |
| 11     | Rusland             | 0    | 1      | 1     | 2      |
| 13     | Estland             | 0    | 1      | 0     | 1      |
| 13     | Moldavië            | 0    | 1      | 0     | 1      |
| 13     | Oezbekistan         | 0    | 1      | 0     | 1      |
| 16     | Nederland           | 0    | 0      | 3     | 3      |
| 17     | Georgië             | 0    | 0      | 2     | 2      |
| 17     | Noord-Korea         | 0    | 0      | 2     | 2      |
| 19     | Wit-Rusland         | 0    | 0      | 1     | 1      |
| 19     | Brazilië            | 0    | 0      | 1     | 1      |
| 19     | Bulgarije           | 0    | 0      | 1     | 1      |
| 19     | Duitsland           | 0    | 0      | 1     | 1      |
| 19     | Canada              | 0    | 0      | 1     | 1      |
| 19     | Iran                | 0    | 0      | 1     | 1      |
| 19     | Roemenië            | 0    | 0      | 1     | 1      |
| 19     | Tsjechië            | 0    | 0      | 1     | 1      |
| Totaal | Totaal              | 16   | 16     | 32    | 64     |